# Atte Mustonen

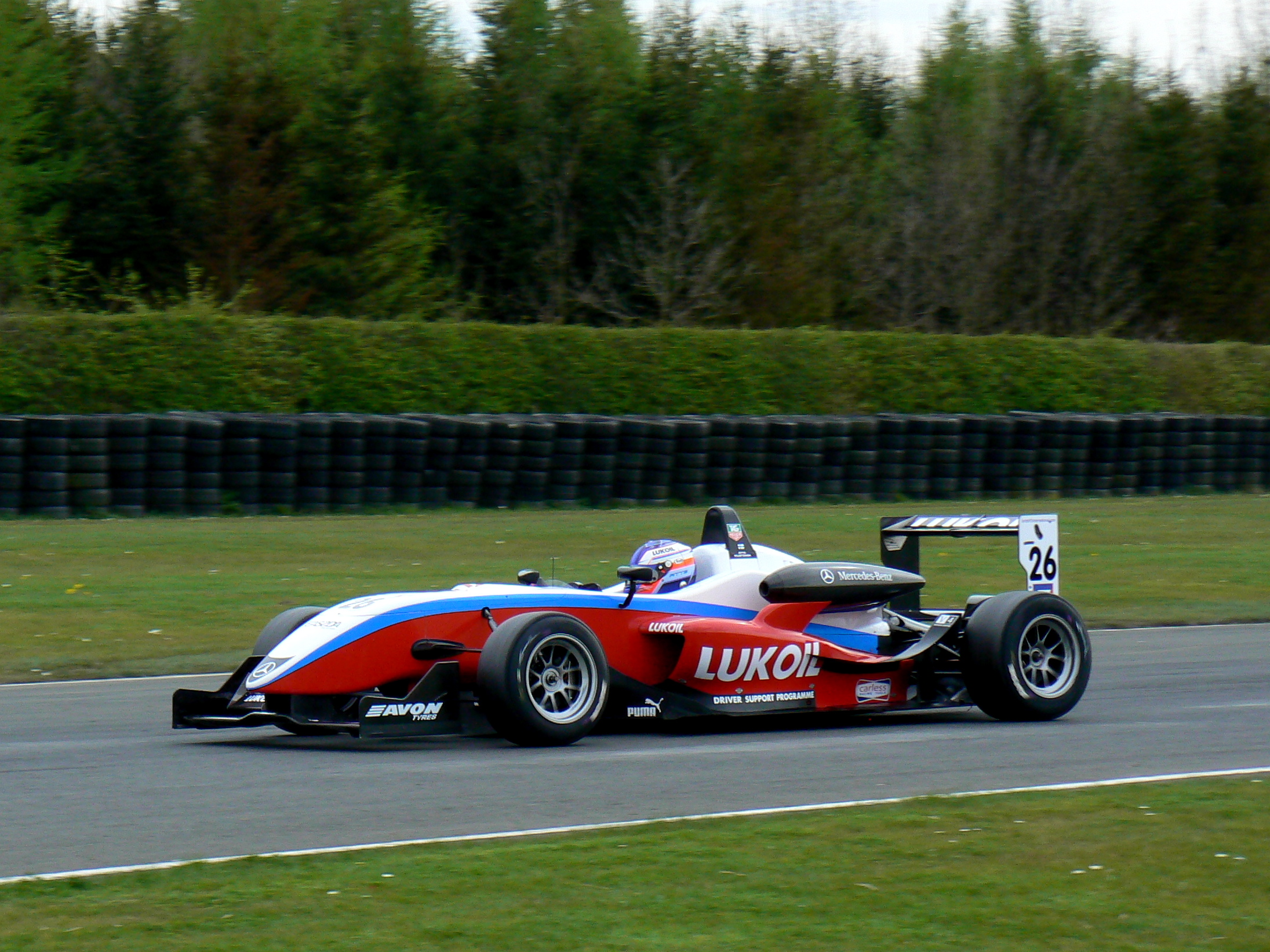
Mustonen in der britischen Formel-3-Meisterschaft 2008

Atte Mustonen (* 16. September 1988 in Heinola) ist ein finnischer Rennfahrer.
Mustonen begann seine Motorsportkarriere 2001 im Kartsport, in dem er bis 2004 aktiv war und einige Meistertitel gewinnen konnte. 2005 wechselte der Nachwuchsrennfahrer in den Formelsport und gewann auf Anhieb die Winterserie der italienischen Formel Renault. Anschließend startete er im Formel Renault 2.0 Eurocup, in dem er den 20. Gesamtrang belegte, und in der deutschen Formel Renault, in der er mit einem Rennsieg den neunten Platz in der Fahrerwertung belegte. 2006 verbesserte er sich im Formel Renault 2.0 Eurocup auf den neunten Platz in der Gesamtwertung und er wurde außerdem Elfter der nordeuropäischen Formel Renault.
2007 wechselte Mustonen in die britische Formel-3-Meisterschaft zu Räikkönen Robertson Racing, dem Rennstall seines Landmannes Kimi Räikkönen. Mit einem Sieg und weiteren vier Podest-Platzierungen belegte er am Saisonende den siebten Gesamtrang. 2008 bestritt der Finne seine zweite Saison in der britischen Formel-3-Meisterschaft. Er gewann erneut ein Rennen und erzielte vier Podest-Platzierungen, jedoch reichten diese Resultate in dieser Saison für den sechsten Gesamtrang. 2009 wechselte der Nachwuchsrennfahrer in die Formel-3-Euroserie zum Rennstall Motopark Academy. Nach den ersten vier Rennwochenenden musste er aus gesundheitlichen Gründen eine Pause einlegen und er wurde für ein Rennwochenende durch Renger van der Zande ersetzt. Nachdem Mustonen an den folgenden zwei Läufen wieder teilnehmen konnte, wurde er drei Rennwochenenden vor Schluss endgültig durch van der Zande ersetzt. Am Saisonende belegte er den 19. Gesamtrang.

## Karrierestationen
- 2001–2004: Kartsport
- 2005: Formel Renault 2.0 Eurocup (Platz 20); deutsche Formel Renault (Platz 9)
- 2006: Formel Renault 2.0 Eurocup (Platz 9); nordeuropäische Formel Renault (Platz 11)
- 2007: Britische Formel-3-Meisterschaft (Platz 7)
- 2008: Britische Formel-3-Meisterschaft (Platz 6)
- 2009: Formel-3-Euroserie (Platz 19)